# Gare de Kilstett
Gare de Kilstett vasútállomás Franciaországban, Kilstett településen.

## Vasútvonalak
Az állomást az alábbi vasútvonalak érintik:
- Strasbourg-Lauterbourg-vasútvonal

## Kapcsolódó állomások
A vasútállomáshoz az alábbi állomások vannak a legközelebb:
- Gare de Gambsheim
- Gare de La Wantzenau